# Bénitier de Cavan

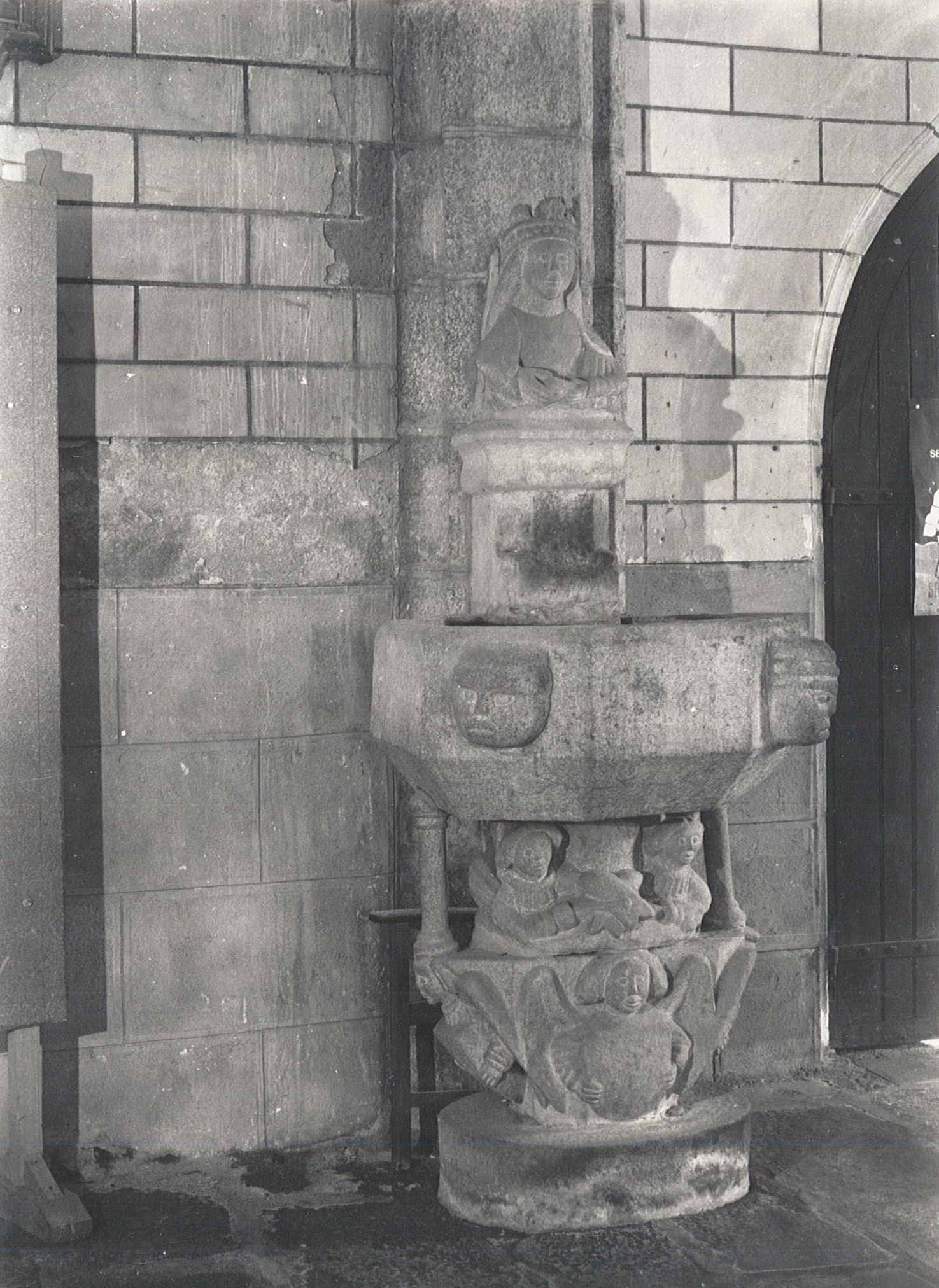
Bénitier de Cavan

Le bénitier de l'église Saint-Chéron à Cavan, une commune du département des Côtes-d'Armor dans la région Bretagne en France, date de la fin du XVe siècle. Le bénitier en granite est inscrit monument historique au titre d'objet depuis le 27 septembre 1982.